# Régiments de cavalerie français d'Ancien Régime (N)
Cet article présente la liste des régiments de cavalerie français d'Ancien Régime, commençant par la lettre N.

## Régiment de Nanteuil cavalerie (1635-1636)
- Régiment de Nanteuil cavalerie (1635-1636)

Le régiment est formé, le 16 mai 1635, par Louis de Boham, comte de Nanteuil dans le cadre de la guerre de Trente Ans. Affecté en Bourgogne, il participe au siège de Dole en 1636. Il est cassé le 30 juillet 1636.

## Régiment de Nanteuil cavalerie
- Régiment de Nanteuil cavalerie

C'est l'ancien régiment de Duras cavalerie qui prend le nom de « régiment de Nanteuil cavalerie » après avoir été donné le 12 novembre 1651, à Louis de Boham, comte de Nanteuil. Engagé dans la Fronde et la guerre franco-espagnole, il se trouve en Berry et Nivernais en 1652, puis il combat à Bléneau, à Étampes, et au faubourg Saint-Antoine toujours en 1652, passe en Champagne en 1653 et 1654, en Picardie en 1655, en Flandre en 1657, et, jusqu'à la paix, en garnison à Bergues. Le régiment est licencié le 18 avril 1661, sauf la compagnie du mestre de camp. Rétabli le 7 décembre 1665, il sert, en 1667 et 1668, à l'armée de Monsieur. Il est licencié le 24 mai 1668.

## Régiment de Nassau cavalerie
- Régiment de Nassau cavalerie  

Ce régiment weimarien est admis à la solde de la France le 26 octobre 1635 sous les ordres du colonel comte de Nassau-Saarbrück. Dans le cadre de la guerre de Trente Ans il est envoyé en Lorraine, sur le Rhin en 1638 et retourne en Lorraine en 1640. Le 17 octobre 1641 il prend le nom de régiment de Halluyn cavalerie après avoir été donné à Charles de Schomberg, duc d'Halluyn.

## Régiment de Navailles cavalerie
- Régiment de Navailles cavalerie  

C'est l'ancien régiment de Beintz cavalerie, qui est renommé « régiment de Navailles cavalerie » après avoir été donné le 25 décembre 1650 à Philippe de Montaut-Besnac, marquis de Navailles. Dans le cadre de la guerre de Trente Ans, il est envoyé en Flandre en 1651. Il rejoint l'armée de Turenne en 1652 avec laquelle il participe à la bataille du faubourg Saint-Antoine puis il passe en Roussillon en 1653. Il prend le nom de régiment de Calvisson cavalerie après avoir été donné, le 3 mai 1653, à Louis de Louët, marquis de Calvisson.

## Régiment de Nieul cavalerie
- Régiment de Nieul cavalerie

Le régiment est levé le 25 mars 1652, par M. de Nieul dans le cadre de la Fronde. Il est licencié la même année après les troubles.

## Régiment de Nimitz cavalerie
- Régiment de Nimitz cavalerie

C'est l'ancien régiment de Flechstein cavalerie qui prend le nom de « régiment de Nimitz cavalerie » après avoir été donné au colonel Nimitz en 1649. Pendant les troubles de la Fronde, le régiment est appelé en Picardie. Le 3 juin 1651 le régiment devenu la propriété du maréchal de Turenne, il prend le nom de régiment de Turenne cavalerie.

## Régiment de Noailles cavalerie (1643-1652)
- Régiment de Noailles cavalerie (1643-1652)

Ce régiment est levé, le 12 septembre 1643, par Anne, comte de Noailles dans le cadre de la guerre de Trente Ans. Licencié la même année, il est rétabli le 26 juin 1650, pour participer à la guerre franco-espagnole et participe à la réduction de Bordeaux en 1650, puis il passe en Catalogne, où il est licencié à la fin de 1652.

## Régiment de Noailles cavalerie (1688-1776)
- Régiment de Noailles cavalerie (1688-1776)

## Régiment de Noailles dragons
- Régiment de Noailles dragons

## Régiment de Noé cavalerie
- Régiment de Noé cavalerie

C'est l'ancien régiment de Clermont-Tonnerre cavalerie qui prend le nom de « régiment de Noé cavalerie »  après avoir été donné, en mai 1758, au marquis de Noë. Le régiment est incorporé le 1er décembre 1761 dans le régiment Bourbon-cavalerie. Ce régiment avait des étendards citron, présentant sur une face le soleil et la devise du roi ; sur l'autre un lion regardant le soleil et cette devise: « Ardet et audet »; brodés et frangés d'or. Son costume consistait en : habit et manteau gris blanc, parements et doublure rouges, boutons d'étain des deux côtés jusqu'à la poche, patte rouge pour supporter la bandoulière, buffle bordé de blanc à boutons de cuivre, bandoulière et culotte de peau jaune, chapeau bordé d'argent. En 1760, on avait ajouté des revers rouges. L'équipage rouge était bordé d'un galon ronge à chaînette bleue.

Régiment de Noé cavalerie
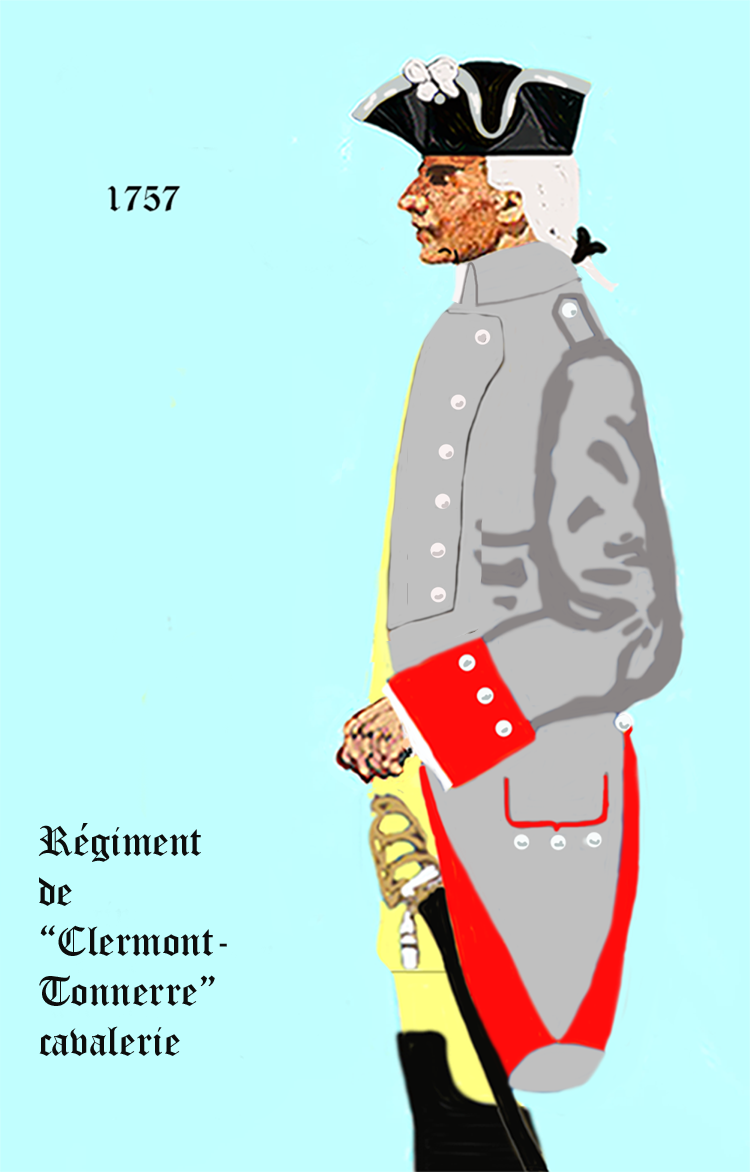
de 1757 à 1761

## Régiment de Noirlieu cavalerie
- Régiment de Noirlieu cavalerie

C'est l'ancien régiment de Vatimont cavalerie (1638-1646), qui est renommé « régiment de Noirlieu cavalerie » après avoir été donné en avril 1646, à M. de Noirlieu. Engagé dans la guerre de Trente Ans, il rejoint la Flandre, et participe à l'expédition sur Anvers. Il se trouve aux sièges de La Bassée et de Lens en 1647, aux sièges d'Ypres et de Furnes, et à la bataille de Lens en 1648. Il prend le nom de Régiment de Rubécourt cavalerie après avoir été donné au début de 1649 au marquis de Rubécourt.

## Régiment des chasseurs de Normandie
- Régiment des chasseurs de Normandie, (ancien Volontaires de Soubise)

## Régiment de Noirmoutier cavalerie
- Régiment de Noirmoutier cavalerie

Ce régiment parlementaire est levé dans les premiers jours de janvier 1649, pour le Parlement de Paris, par Claude de La Trémouille, marquis de Noirmoutiers. Dans le cadre de la Fronde parlementaire, le régiment participe au combat de Brie-Comte-Robert et est licencié le 3 avril suivant.

## Régiment de Nothafft cavalerie
- Régiment de Nothafft cavalerie  

C'est l'ancien régiment de Vaubecourt cavalerie, qui est renommé « régiment de Nothafft cavalerie » après avoir été donné en 1639, au colonel Nothafft. Dans le cadre de la guerre de Trente Ans il est envoyé en Picardie en 1640, participe au siège d'Aire-sur-la-Lys en 1641, rejoint l'Allemagne en 1643 où il se trouve à la bataille de Tuttlingen. Il prend le nom de régiment de Margraf cavalerie après avoir été donné, en 1644, au colonel Margraf.